# Discografia delle Ha*Ash
La discografia delle Ha*Ash, gruppo musicale statunitense attivo dal 2002, si compone di sei album in studio, due album dal vivo e oltre ventisei singoli.
Dopo aver firmato un contratto con l'etichetta discografica Sony Music Latin, hanno pubblicato il loro album di debutto nel 2003, Ha*Ash, che è stato certificato doppio disco d'oro e di platino in Messico. Il secondo album Mundos opuestos è uscito il 27 settembre 2005, accompagnato dal secondo singolo dell'album, ¿Qué hago yo?, che ha debuttato alla numero uno della Monitor Latino ed è stato certificato platino dalla AMPROFON, diventando la prima canzone delle Ha*Ash a raggiungere tale traguardo. Hanno pubblicato il terzo album, Habitación doble, il 1 agosto 2008.
Nel 2010 le Ha*Ash hanno iniziato le registrazioni del loro quarto album in studio A tiempo, commercializzato il 16 maggio 2011 dalla Sony Music. L'11 novembre 2014 la band ha pubblicato il suo primo album live Primera fila: Hecho realidad, debuttando alla prima posizione delle classifiche messicane. Nel settembre 2017 è stato diffuso il quinto album in studio, dal titolo 30 de febrero, anticipato dal singolo 100 años. Nel dicembre 2019 è uscito il secondo album dal vivo, En vivo.

## Album

### Album in studio
| Anno | Titolo | Classifiche | Classifiche | Certificazioni       |
| Anno | Titolo | USA Latin   | MEX         | Certificazioni       |
| ---- | --- | ----------- | ----------- | -------------------- |
| 2003 | Ha*Ash - Pubblicato: 11 maggio - Etichetta: Sony Music BMG - Formati: CD, CD+DVD                              | 19          | —           | - MEX: Platino + Oro |
| 2005 | Mundos opuestos - Pubblicato: 17 settembre - Etichetta: Sony Music BMG - Formati: CD, download digitale       | –           | 8           | - MEX: Platino + Oro |
| 2008 | Habitación doble - Pubblicato: 1 agosto - Etichetta: Sony Music BMG - Formati: CD, download digitale          | 14          | 6           | - MEX: Oro           |
| 2011 | A tiempo - Pubblicato: 16 maggio - Etichetta: Sony Music Latin - Formati: CD, CD+DVD, download digitale       | –           | 4           | - MEX: Platino (3)   |
| 2017 | 30 de febrero - Pubblicato: 1 dicembre - Etichetta: Sony Music Latin - Formati: CD, CD+DVD, download digitale | 11          | 3           | - MEX: Platino + Oro |
| 2022 | Haashtag - Pubblicato: 1 settembre - Etichetta: Sony Music Latin - Formati: CD, download digitale             | –           | –           |                      |

### Album dal vivo
| Anno | Titolo | Classifiche | Classifiche | Classifiche | Certificazioni                                                                                       |
| Anno | Titolo | USA Latin   | MEX         | SPA         | Certificazioni                                                                                       |
| ---- | --- | ----------- | ----------- | ----------- | --- |
| 2014 | Primera fila: Hecho realidad - Pubblicato: 11 novembre - Formati: CD+DVD, download digitale - Etichetta: Sony Music Latin | 16          | 1           | 52          | - MEX: Diamante + Platino (2) - CHL: Oro - ARG: Oro - PER: Platino (2) - COL: Platino - CEN: Platino |
| 2019 | En vivo - Pubblicato: 6 dicembre - Formati: 2 CD+DVD, download digitale - Etichetta: Sony Music Latin                     | –           | 1           | –           | |

## Extended play
| Anno | Titolo                                                                                           | Dettagli                                                              |
| ---- | ------------------------------------------------------------------------------------------------ | --------------------------------------------------------------------- |
| 2018 | Spotify Singles - Pubblicato: 3 ottobre - Etichetta: Sony Music Latin - Formato: Streaming       | Contenente due brani, disponibili esclusivamente in versione digitale |
| 2021 | Lo más romántico de - Pubblicato: 10 febbraio - Etichetta: Sony Music Latin - Formato: Streaming | Contenente due brani, disponibili esclusivamente in versione digitale |

## Singoli

### Come artista principale
| Anno                                                                                          | Singolo                            | Classifiche   | Classifiche   | Classifiche | Classifiche | Classifiche | Classifiche         | Certificazioni                        | Album di provenienza         |
| Anno                                                                                          | Singolo                            | USA Latin Pop | USA Hot Latin | USA Airplay | MEX         | MEX Airplay | MEX Español Airplay | Certificazioni                        | Album di provenienza         |
| --------------------------------------------------------------------------------------------- | ---------------------------------- | ------------- | ------------- | ----------- | ----------- | ----------- | ------------------- | ------------------------------------- | ---------------------------- |
| 2002                                                                                          | Odio amarte                        | —             | —             | —           | 2           | —           | —                   |                                       | Ha*Ash                       |
| 2003                                                                                          | Estés en donde estés               | 9             | 14            | 14          | 3           | —           | —                   |                                       | Ha*Ash                       |
| 2003                                                                                          | Te quedaste                        | 17            | 28            | 28          | 5           | —           | —                   |                                       | Ha*Ash                       |
| 2004                                                                                          | Soy mujer                          | —             | —             | —           | 7           | —           | —                   |                                       | Ha*Ash                       |
| 2004                                                                                          | Si pruebas una vez                 | —             | —             | —           | 5           | —           | —                   |                                       | Ha*Ash                       |
| 2005                                                                                          | Amor a medias                      | —             | —             | —           | 4           | —           | —                   |                                       | Mundos opuestos              |
| 2005                                                                                          | Me entrego a ti                    | 15            | —             | —           | 4           | —           | —                   |                                       | Mundos opuestos              |
| 2006                                                                                          | ¿Qué hago yo?                      | 13            | —             | —           | 1           | —           | 36                  | - MEX: Platino                        | Mundos opuestos              |
| 2006                                                                                          | Tu mirada en mi                    | 24            | —             | —           | —           | —           | —                   |                                       | Mundos opuestos              |
| 2008                                                                                          | No te quiero nada                  | 6             | 14            | 14          | 7           | —           | 31                  |                                       | Habitación doble             |
| 2008                                                                                          | Lo que yo sé de ti                 | —             | —             | —           | 1           | 1           | 1                   |                                       | Habitación doble             |
| 2009                                                                                          | Tú y yo volvemos al amor           | —             | —             | —           | 12          | 31          | 20                  |                                       | Habitación doble             |
| 2011                                                                                          | Impermeable                        | —             | —             | —           | 1           | 6           | 1                   | - MEX: Oro                            | A tiempo                     |
| 2011                                                                                          | Te dejo en libertad                | 29            | —             | —           | 1           | 1           | 1                   | - MEX: Platino + Oro                  | A tiempo                     |
| 2012                                                                                          | Todo no fue suficiente             | —             | —             | —           | 4           | 11          | 2                   |                                       | A tiempo                     |
| 2012                                                                                          | ¿De dónde sacas eso?               | —             | —             | —           | 3           | 9           | 4                   | - MEX: Oro                            | A tiempo                     |
| 2014                                                                                          | Perdón, perdón                     | 17            | 36            | 35          | 1           | 2           | 1                   | - MEX: Diamante + Platino (2)         | Primera fila: Hecho realidad |
| 2015                                                                                          | Lo aprendí de ti                   | 19            | 32            | 48          | 1           | 7           | 1                   | - MEX: Diamante + Platino (2) + Oro   | Primera fila: Hecho realidad |
| 2015                                                                                          | Ex de verdad                       | —             | —             | —           | 1           | —           | 33                  | - MEX: Diamante + Oro                 | Primera fila: Hecho realidad |
| 2015                                                                                          | No te quiero nada (feat. Axel)     | —             | —             | —           | 1           | —           | —                   | - MEX: Platino                        | Primera fila: Hecho realidad |
| 2015                                                                                          | Dos copas de más                   | —             | —             | 49          | 3           | 16          | 3                   | - MEX: Platino                        | Primera fila: Hecho realidad |
| 2016                                                                                          | Sé que te vas                      | —             | —             | —           | 16          | —           | 28                  | - MEX: Oro                            | Primera fila: Hecho realidad |
| 2017                                                                                          | 100 años (feat. Prince Royce)      | 24            | 54            | 50          | 1           | 3           | 1                   | - MEX: Platino (4) - PER: Platino (2) | 30 de febrero                |
| 2018                                                                                          | No pasa nada                       | —             | —             | —           | 2           | 13          | 4                   | - MEX: Platino (3)                    | 30 de febrero                |
| 2018                                                                                          | Eso no va a suceder                | 34            | —             | —           | 1           | 6           | 1                   | - MEX: Platino + Oro                  | 30 de febrero                |
| 2019                                                                                          | ¿Qué me faltó?                     | —             | —             | —           | 2           | —           | —                   | - MEX: Platino (2)                    | 30 de febrero                |
| 2019                                                                                          | Si tú no vuelves                   | —             | —             | —           | 2           | —           | —                   | - MEX: Oro                            | En vivo                      |
| 2022                                                                                          | Lo que un hombre debería saber     | 16            | —             | —           | 1           | 3           | 1                   | - MEX: Oro                            | Haashtag                     |
| 2022                                                                                          | Supongo que lo sabes               | 19            | —             | —           | 1           | —           | —                   | - USA: Oro                            | Haashtag                     |
| 2022                                                                                          | Mi salida contigo (feat. Kenia Os) | 16            | —             | —           | 1           | —           | —                   | - MEX: Oro                            | Haashtag                     |
| "—" indica che l'opera non si è classificata o che non è stata pubblicata in quel territorio. |                                    |               |               |             |             |             |                     |                                       |                              |

### Altri brani
| Anno | Singolo                             | Certificazioni       | Album di provenienza |
| ---- | ----------------------------------- | -------------------- | -------------------- |
| 2017 | Ojalá                               | - MEX: Platino       | 30 de febrero        |
| 2017 | 30 de febrero (feat. Abraham Mateo) | - MEX: Platino + Oro | 30 de febrero        |

### Singoli promozionali
| Anno                                                                                          | Singolo                                        | Classifiche | Album                    |
| Anno                                                                                          | Singolo                                        | MEX         | Album                    |
| --------------------------------------------------------------------------------------------- | ---------------------------------------------- | ----------- | ------------------------ |
| 2003                                                                                          | I Want To Be A Cowboy's Sweetheart             | —           | /                        |
| 2005                                                                                          | Si tú quieres ser                              | —           | Mundos opuestos          |
| 2010                                                                                          | Latente                                        | —           | /                        |
| 2016                                                                                          | Te dejo en libertad (con Maldita Nerea)        | —           | /                        |
| 2020                                                                                          | Rosas en mi almohada (María José feat. Ha*Ash) | 3           | Conexión                 |
| 2021                                                                                          | The Unforgiven                                 | —           | The Metallica Black List |
| 2021                                                                                          | Vencer el pasado                               | —           | /                        |
| 2022                                                                                          | Mejor que te acostumbres                       | —           | Haashtag                 |
| 2022                                                                                          | Serías tú                                      | —           | Haashtag                 |
| 2022                                                                                          | Si yo fuera tú                                 | —           | Haashtag                 |
| "—" indica che l'opera non si è classificata o che non è stata pubblicata in quel territorio. |                                                |             |                          |

### Come artista ospite
| Anno                                                                                          | Singolo                                                        | Posizioni in classifica | Posizioni in classifica | Posizioni in classifica | Posizioni in classifica | Certificazioni                           | Album di provenienza |
| Anno                                                                                          | Singolo                                                        | USA Latin Pop           | Español Airplay         | Airplay                 | SPA                     | Certificazioni                           | Album di provenienza |
| --------------------------------------------------------------------------------------------- | -------------------------------------------------------------- | ----------------------- | ----------------------- | ----------------------- | ----------------------- | ---------------------------------------- | -------------------- |
| 2012                                                                                          | Adelante (Paty Cantú feat. Ha*Ash, María León, Rodrigo Dávila) | —                       | —                       | —                       | —                       |                                          | /                    |
| 2013                                                                                          | Te voy a perder (Leonel García feat. Ha*Ash)                   | —                       | 22                      | 9                       | —                       |                                          | Todas mías           |
| 2016                                                                                          | Mi niña mujer (Los angeles azules feat. Ha*Ash)                | —                       | 11                      | 31                      | —                       |                                          | De plaza en plaza    |
| 2017                                                                                          | Destino o casualidad (Melendi feat. Ha*Ash)                    | 38                      | 10                      | 32                      | 56                      | - MEX: Platino - SPA: Platino - USA: Oro | Quítate las gafas    |
| 2020                                                                                          | Resistiré México (come parte di Artists for Messico)           | —                       | 4                       | 15                      | —                       |                                          | /                    |
| 2021                                                                                          | Fuiste mía (MYA e Ha*Ash)                                      | —                       | —                       | —                       | —                       |                                          | Suena MYA!           |
| "—" indica che l'opera non si è classificata o che non è stata pubblicata in quel territorio. |                                                                |                         |                         |                         |                         |                                          |                      |